# Война. Остаться человеком
«Война. Остаться человеком» — киноальманах 2018 года, снятый на киностудии «Беларусьфильм» начинающими режиссёрами.
Четыре короткометражных фильма — истории о Великой Отечественной войне.
Киноальманах участвовал в ряде кинофестивалей, например, в конкурсной программе XXV-го Минского кинофестиваля «Листопад», на ХVII-ом фестивале военного кино им. Ю. Н. Озерова получил приз «Золотой меч» в категории короткометражных фильмов с формулировкой «За лучший альманах короткого метра», а на Международном кинофестивале «Евразия» отмечен Специальным призом жюри, новелла «Франка» была отмечена на XII-ом Ташкентском кинофестивале «Жемчужина Шелкового пути» призами в номинации «Лучшая женская роль» и «Лучший режиссер».

## Фото на память
2018 год. Есть в одном райцентре хорошая традиция — ежегодно в День Победы фотографировать ветеранов войны у памятника Победы. Но организатор мероприятия убирает один стул — ещё одного не стало, из однополчан их осталость только двое, и для них — Якова Прудникова и Афанасия Короля, сохранивших верность боевой дружбе, этот день по-прежнему особенно дорог, и святы традиции — они фотографируются «за себя и за того парня» задаваясь вопросом: «Как думаешь, а завтра кто-нибудь про нас вспомнит?».
В ролях: Георгий Малявский, Александр Брухацкий, Алла Пролич, Борис Борисёнок, Александр Парфенович.

## Франка
1943 год. Раненый немецкий солдат приходит на белорусский хутор, где остались одни только женщины. Франка, потерявшая своих детей в аду сожженных деревень, живущая в горе и ненависти, в гневе пытается добить врага, но ей это не позволяют старшие. Сжалившись женщины оставляют немца у себя и выхаживают его. Женщины и их «гость» сближаются, старшим он помогает по хозяйству, девочкам он делает из соломы их первую куклу, а для девушки, взрослеющей на войне без любви, станоновится первым чувством. Но вскоре появляются новые гости… Рихард спасает женщин от насилия, но и сам, от выпущенной Франкой пули, умирает вместе с насильником.
В ролях: Марина Поддубная (Франка), Антон Жуков, Зинаида Зубкова, Юлианна Михневич, Карина Самцова, Ксения Черницкая.

## Будний день
1944 год. Трое партизан возвращается с задания с важным донесением. Уходя от карателей попадают на мину. Вокруг всё меняется, и они оказываются в переходном пункте между жизнью и смертью — здесь спокойно, солнечно, звучит музыка и… женщина в красном платье. Все, что происходит в этом месте, определяет будущее, которое есть только у одного из них. Командир даёт приказ воскреснуть юному партизану — и он приходит в сознание под мёртвым телом своего командира, который прикрыл его от взрыва.
В ролях: Дмитрий Ратомский, Игорь Шугалеев, Олег Гарбуз, Вероника Пляшкевич.

## Одна дорога
На небольшом хуторе судьба сводит белоруса, поляка и немца. Дом на хуторе оказывается не пустым: из него выходит интеллигентный мужчина, а внутри находятся одна его дочь и труп другой. Хозяин хаты и его дочь дают мужчинам приют. Однако появившиеся на хуторе немецкие солдаты возвращают обитателей в страшную реальность и обнажают человеческую сущность каждого. Хозяин сжигает свой дом вместе с оккупантами…
В ролях: Игорь Денисов, Максим Кречетов, Евгений Казакевич, Виктор Рыбчинский, Вероника Деркач